# Le Biais vert

Le Biais vert est un média vidéo de sensibilisation à l'écologie, animé par Félicien Bogaerts, vidéaste et militant écologiste belge.

## Histoire
La publication vidéo en ligne Le Biais Vert, axée sur la sensibilisation à l'écologie, est lancée en 2017. D'abord sur Facebook puis sur YouTube, en partie grâce à une collecte de fonds réalisée sur Tipeee, une plateforme de financement participatif, elle est la création de Félicien Bogaerts, présentateur de J-Terre, une chaîne YouTube dont Élise Lucet est la marraine, et de quelques-uns de ses amis,. Pour ce journal de l'écologie, le biais vert collabore étroitement avec le site d'actualité altermondialiste Mr Mondialisation.
Fin janvier 2019, un appel vidéo à manifester pour le climat, publié par Le Biais Vert, recueille, en quelques jours, plus de 346 000 vues. Mi-septembre 2019, son court métrage #ANITA, mettant en scène l'actrice belge Fantine Harduin, est une sorte de « manifeste politique » questionnant, de manière désabusée, l'instrumentalisation du militantisme écologiste, la personnalisation médiatique de l'action pour le climat, sa récupération politique, sa sincérité et la pertinence de ses modalités. Le film remporte le prix du Meilleur court-métrage international au Festival Internacional de Cine de Lanzarote.
En juin 2020, Le Biais Vert diffuse un reportage sur la Zablière, une zone à défendre (ZAD) située à Schoppach près d'Arlon, en Belgique, et établie fin 2019 pour s'opposer à la bétonisation du site de grand intérêt biologique de la sablière de Schoppach,.
En 2022 sort sur la chaîne YouTube Le Biais Vert la websérie docu-fiction Diamant Palace tournée à l'Aegidium avec les participations de Philippe Descola, Alain Damasio, Vinciane Despret, François Bégaudeau, Jean-Luc Couchard et Plastic Bertrand,.